# Гробниця Давида

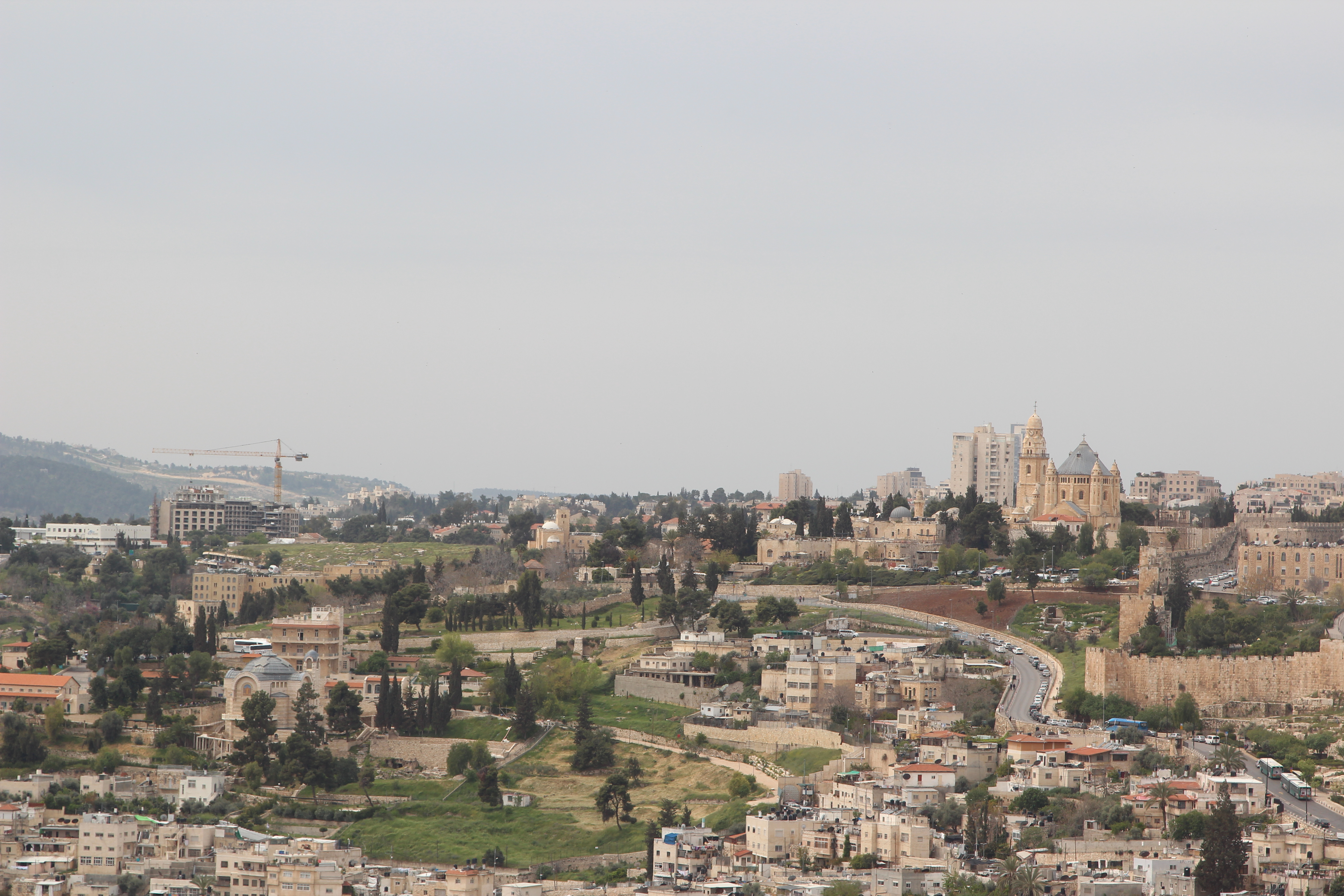
Вид на Сіон над Єрусалимом.

Гробниця царя Давида ( івр. קבר דוד המלך ‎ — споруда, що знаходиться на горі Сіон в Єрусалимі, традиційно розглядається як місце поховання біблійного царя Давида. Одне із священних місць юдаїзму в Єрусалимі. Історики, археологи та єврейські релігійні авторитети не вважають це місце фактичним місцем спочинку царя Давида

## Історія
Історія будівництва споруди  невизначена. Очевидно будівля була синагогою, зведеною в І столітті, або однієї з ранньохристиянських церков.
Під час взяття Єрусалиму перською армією Сасанідів у 614 році будівля була пошкоджена, тоді як сусідня з ним базиліка Айя-Сіон зруйнована.  Перша згадка про гору Сіон як місце останнього спочинку царя Давида була в ІХ ст., а до ХІ ст.  ця думка була настільки утвердженою, що хрестоносці спорудили готичний кенотаф, у цьому випадку порожній саркофаг, щоб позначити це місце, яке зберігається до сьогодні. 
У 1335 році орденом францисканців тут був заснований монастир, але в 1524 турецький султан Сулейман I конфіскував це місце і перетворив будинок на мечеть. 
Під час Першої арабо-ізраїльської війни в 1948 році гробниця царя Давида перейшла до ізраїльтян і з тих пір є місцем паломництва прихильників юдаїзму.
Чи є гробниця царя Давида справді його місцем поховання — остаточно не встановлено. Згідно з Біблією Давид, як і інші царі юдеї, був похований в самому Єрусалимі ( 1 Цар. 2:10 ), старе місто  тоді знаходилося приблизно в 700 м на схід (див. Місто Давида ). Деякі докази свідчать про те, що територія, відома сьогодні як гора Сіон, не була частиною населеного Єрусалиму за часів царя Давида. За  археологічними даними можна  припустити, а нещодавно остаточно показати, що місто, захоплене Давидом, було на меншому, нижчому пагорбі, розташованому на південь від Храмової гори (сучасне місто Давида). Цей нижній пагорб був місцем євусійського міста, яке потім стало столицею царя Давида, і становило весь Єрусалим протягом, ймовірно, понад 200 років, доки воно поступово не розширилося на захід і включило територію, яка сьогодні відома як гора Сіон.Однак згідно з багатовіковою традицією, що склалася не пізніше ранньовізантійської епохи прийнято, що труна, в якій був похований біблійний цар Давид, знаходиться на горі Сіон поблизу церкви бенедиктинського монастиря.

## Структура
На верхньому поверсі цього ж будинку знаходиться світлиця припускають, що   Ісус Христос святкував Таємну вечерю зі своїми учнями напередодні свого розп'яття, але це лише припущення і ця інформація може бути недостовірною. Нижній поверх шанований християнами як місце для обмивання ніг ( Ів. 13:1-13 [Архівовано 8 лютого 2022 у Wayback Machine.]),  є також для юдеїв важливим - місце, де стоїть кенотаф в честь біблійного царя Давида, другого Ізраїльського царя.  
Будівля складається із чотирьох приміщень. Перше від входу є частиною францисканської церкви XII сторіччя. Два  наступні приміщення призначені для молитовних зборів,  роздумів та релігійних читань віруючих юдеїв (тут зберігається також релігійна література). У третьому приміщенні  знаходиться кенотаф —  гробниця Давида покрита майстерно вишитою тканиною XVI століття  із давньоєврейськими письменами. За кенотафом знаходиться вирубана  в стіні, яка вказує на північ, ніша. У наступні приміщення, що знаходяться за  першими три,  вхід жінкам та не юдеям обмежений. Весь комплекс "гробниці царя Давида" знаходиться у власності держави Ізраїль. 